# Eparchie salavatská
Eparchie Salavat je eparchie ruské pravoslavné církve nacházející se v Rusku.

## Území a titul biskupa
Zahrnuje správní hranice území městského okruhu Išimbaj, Kumertau, Meleuz, Salavat, také Alšejevského, Aurgazinského, Bižbuljakského, Davlekanovského, Ziančurinského, Išimbajského, Kugarčinského, Kušnarenkovského, Kujurgazinského, Meleuzovského, Mijakinského, Stěrlibaševského, Fjodorovského a Čišminského rajónu republiky Baškortostán.
Eparchiálnímu biskupovi náleží titul biskup salavatský a kumertauský.

## Historie
Eparchie byla zřízena rozhodnutím Svatého synodu dne 27. prosince 2011 oddělením území z ufské eparchie. Stala se součástí nově vzniklé baškortostánské metropole.
Prvním eparchiálním biskupem se stal biskup birský a vikář ufijské eparchie Nikolaj (Subbotin).

## Seznam biskupů
- 2011–2012 Nikon (Vasjukov), dočasný administrátor
- od 2012 Nikolaj (Subbotin)